# Ntare Ndizeye
Ntare V Charles Ndizeye (Gitega, 2 dicembre 1947 – Gitega, 29 aprile 1972) fu il nono e ultimo re del Burundi, figlio di Mwambutsa Bangiricenge e della regina Baramparaye, fratellastro del principe Louis Rwagasore. Regnò dall'8 luglio al 28 novembre 1966.
È nato a Ibwami di Gitega il 2 dicembre 1947. Ha ricevuto istruzione primaria privata, e in seguito una formazione superiore all'École Nouvelle de Paudex in Svizzera.

## Il regno
Nei primi mesi del 1966 il Burundi si trovava in una situazione paradossale: il re Mwambutsa, fuggito dopo i fatti dell'ottobre 1965, si trovava in Svizzera e rifiutava di abdicare, il primo ministro Biha era morto dopo essere stato ferito e, di conseguenza, tutta l'amministrazione statale era in sfaldamento. Un gruppo di "giovani turchi" (così vennero chiamati) prendono in mano la situazione e l'8 luglio 1966 depongono il re e nominano, dopo averlo richiamato in patria, il diciannovenne principe Charles Ndizeye Capo di stato. Il 1º settembre si svolse la cerimonia di incoronazione sulla collina di Nkondo a Muramvya, secondo la tradizione, il giovane Capo di stato venne incoronato re prendendo il nome di Ntare V. Primo ministro venne nominato il capitano Michel Micombero.
Il conflitto però tra il re che pretendeva di prendere in mano il destino del regno e di porre fine a quattro anni di caos ed il capitano sempre più ambizioso ed intraprendente non tardarono. Di fatto i veri detentori del potere sono da ricercare nella corrente anti monarchica e anti hutu del partito UPRONA, sono coloro che senza nessuna regola spadroneggiano il Burundi: un disomogeneo gruppo di funzionari, militari e dirigenti della "gioventù nazionalista Rwagasore" capeggiati dal principe Muhirwa, il capitano Michel Micombero, Presidente del Consiglio della Corona e Artémon Simbabaniye, Segretario di stato alla Giustizia.

## La deposizione
Il 28 novembre 1966 la situazione diventa insostenibile. Il capitano Michel Micombero, 26 anni, sostenuto da un "Comitato Militare di Risanamento" con un colpo di Stato depone il giovane regnante, dopo averlo mandato in visita ufficiale in Zaire, proclama la repubblica del Burundi e si autonomina Presidente.
Ntare apprende la notizia alla radio, non potendo tornare in patria si rifugia in esilio in Germania.
La madre Baramparaye rimasta in Burundi viene privata di tutti i suoi beni e del rango. Troverà ospitalità presso la famiglia del fratello che vive nella periferia di Bujumbura e morirà il 11 febbraio 2007 all'età di 80 anni.
Finisce così il regno del Burundi ed il potere dei baganwa, inizia la repubblica e il potere dei bahima.

## L'assassinio del re
Con uno stratagemma si riuscì a far tornare in patria l'ex re alla fine di marzo del 1972. Ntare si trovava in quei giorni in Uganda, ospite personale del presidente Idi Amin. Avendo ricevuto garanzie verbali e scritte dal presidente Micombero, Idi Amin autorizzò il rientro. Ma giunto a Bujumbura Ntare venne subito arrestato e trasportato in elicottero nell'antica residenza reale di Bwoga in regime di sorveglianza.
Il 28 aprile si svolse una seduta del governo: all'ordine del giorno era posta la sorte da destinare al re. La seduta si concluse senza aver preso alcuna decisione per disaccordo tra ministri. L'ex-re Ntare V, dopo un mese di reclusione domiciliare obbligatoria, viene accusato di aver organizzato un complotto monarchico con l'obiettivo di voler reinstaurare il regno. Nella notte del 29 aprile 1972, viene bruscamente trasportato nel campo militare di Gitega, sommariamente giustiziato da un plotone di esecuzione su ordine del presidente stesso Michel Micombero e gettato poi in una fossa comune. Ha così fine la discendenza maschile reale del Burundi. Il capitano Micombero annuncerà alla radio il giorno dopo che l'ex-re è stato ucciso mentre cercava di fuggire con dei sicari che erano giunti a liberarlo.
Proprio quella notte prendeva inizio nel sud del Burundi un attacco di profughi hutu provenienti dalla Tanzania, fatti che provocheranno una spietata e sproporzionata reazione dell'esercito con l'eliminazione di tutti i quadri hutu: intellettuali, dirigenti, ministri, militari. I morti in tutto il paese saranno circa 300.000, i profughi 400.000.
Nell'aprile 2012, il governo burundese con la collaborazione di quello belga, autorizza una missione sotto la direzione del professor Jean Jaques Cassiman che si prefigge di ritrovare le spoglie dell'ultimo re al fine di dargli una degna ed onorata sepoltura. Sentite diverse testimonianze si identifica la collina di Tankoma nel comune di Gitega come il probabile luogo di sepoltura, ma dopo una decina di giorni di infruttuoso lavoro si abbandona il progetto.

## Ascendenza
|                                   |   |                                  | Genitori |  |  | Nonni |  |  | Bisnonni     |  |  | Trisnonni     |  |
|                                   |   |                                  |          |  |  |       |  |  | Mwezi Gisabo |  |  | Ntare Rugamba |  |
|                                   |   |                                  |          |  |  |       |  |  | Mwezi Gisabo |  |  | Ntare Rugamba |  |
|                                   |   | Vyano, del Clan Mwenengwe        |          |  |  |       |  |  | Mwezi Gisabo |  |  |               |  |
| Mutaga Mbikije                    |   |                                  |          |  |  |       |  |  | Mwezi Gisabo |  |  |               |  |
|                                   |   | Ntibanyiha, del Clan Bunyakarama | …        |  |  |       |  |  |              |  |  |               |  |
|                                   |   | Ntibanyiha, del Clan Bunyakarama | …        |  |  |       |  |  |              |  |  |               |  |
|                                   |   | Ntibanyiha, del Clan Bunyakarama | …        |  |  |       |  |  |              |  |  |               |  |
| Mwambutsa Bangiricenge            |   | Ntibanyiha, del Clan Bunyakarama |          |  |  |       |  |  |              |  |  |               |  |
|                                   |   | …                                | …        |  |  |       |  |  |              |  |  |               |  |
|                                   |   | …                                | …        |  |  |       |  |  |              |  |  |               |  |
|                                   |   | …                                | …        |  |  |       |  |  |              |  |  |               |  |
| Ngenzahayo, del Clan Munyagisaka  |   | …                                |          |  |  |       |  |  |              |  |  |               |  |
|                                   |   | …                                | …        |  |  |       |  |  |              |  |  |               |  |
|                                   |   | …                                | …        |  |  |       |  |  |              |  |  |               |  |
|                                   |   | …                                | …        |  |  |       |  |  |              |  |  |               |  |
| Re Ntare V del Burundi            |   | …                                |          |  |  |       |  |  |              |  |  |               |  |
|                                   | … | …                                |          |  |  |       |  |  |              |  |  |               |  |
|                                   | … | …                                |          |  |  |       |  |  |              |  |  |               |  |
|                                   | … | …                                |          |  |  |       |  |  |              |  |  |               |  |
| Mathias Ruhasha, del Clan Bakundo | … |                                  |          |  |  |       |  |  |              |  |  |               |  |
|                                   |   | …                                | …        |  |  |       |  |  |              |  |  |               |  |
|                                   |   | …                                | …        |  |  |       |  |  |              |  |  |               |  |
|                                   |   | …                                | …        |  |  |       |  |  |              |  |  |               |  |
| Baramparaye                       |   | …                                |          |  |  |       |  |  |              |  |  |               |  |
|                                   |   | …                                | …        |  |  |       |  |  |              |  |  |               |  |
|                                   |   | …                                | …        |  |  |       |  |  |              |  |  |               |  |
|                                   |   | …                                | …        |  |  |       |  |  |              |  |  |               |  |
| Bernadette Mucereza               |   | …                                |          |  |  |       |  |  |              |  |  |               |  |
|                                   |   | …                                | …        |  |  |       |  |  |              |  |  |               |  |
|                                   |   | …                                | …        |  |  |       |  |  |              |  |  |               |  |
|                                   |   | …                                | …        |  |  |       |  |  |              |  |  |               |  |
|                                   |   | …                                |          |  |  |       |  |  |              |  |  |               |  |